# Crassula multicaulis
Crassula multicaulis är en fetbladsväxtart som först beskrevs av Donald Petrie, och fick sitt nu gällande namn av A.P. Druce och D.R. Given. Crassula multicaulis ingår i släktet krassulor, och familjen fetbladsväxter. Inga underarter finns listade i Catalogue of Life.